# Salva Sevilla
Salvador Sevilla López (Berja, Almería, 18 de marzo de 1984) es un exfutbolista español que jugaba de centrocampista. Desde la temporada 2025-26 es el team manager de la U. D. Almería.

## Trayectoria
Comenzó su carrera en el Polideportivo Ejido donde de la mano de Quique Setién debutó en la Copa del Rey frente al Lanzarote, consiguiendo dos tantos y llamando la atención de los seleccionadores nacionales por los que fue preseleccionado para el Mundial Sub-21 en esa misma temporada, en la que también debuta en la segunda división con una notable actuación para luego marcharse al filial del Atlético de Madrid. De ahí, fichó por el Sevilla Atlético, filial del Sevilla F. C. que militaba en el grupo 4 de Segunda División B durante tres temporada consiguiendo un ascenso a la división de Plata del fútbol Español, disfrutando el Sevilla Atlético de sus servicios una temporada más en Segunda División. Al año siguiente recaló en la U. D. Salamanca, siendo uno de los jugadores más destacados del equipo charro con 17 tantos. 
El 3 de julio de 2010 fichó por cuatro temporadas por el Real Betis Balompié. Con el club de las trece barras consiguió el sueño del ascenso a la Primera División Española, consiguiendo en la temporada 2012-13 clasificarse para la previa de la Liga Europa de la UEFA, obteniendo billete para estar en el sorteo de la fase de grupos de esta competición Europea contra el Jablonec checo donde Salva Sevilla fue uno de los jugadores más destacados en el partido de vuelta de esta eliminatoria dando dos pases de gol para sentenciar así la eliminatoria. 
Esa misma temporada y tras terminar contrato con el club verdiblanco, fichó por el Real Club Deportivo Espanyol por tres temporadas.
En la temporada 2017-18 firmó por el R. C. D. Mallorca, que se encontraba en la Segunda División B, club con el cual llegó a Primera División en 2019 tras dos ascensos consecutivos. En el conjunto bermellón estuvo cinco campañas en las que disputó 186 partidos y en la última de ellas ayudó al equipo a lograr la permanencia en Primera.
A finales de mayo de 2022 el Deportivo Alavés anunció su contratación para la temporada 2022-23, siendo este el primer fichaje del equipo vitoriano tras haber descendido a Segunda División. Con cuatro goles y tres asistencias en los 42 encuentros que disputó, ayudó al equipo a regresar a la máxima categoría. El día antes de empezar la siguiente campaña el club comunicó que no seguiría tras haber expirado su contrato semanas atrás. Entonces siguió su carrera en el R. C. Deportivo de La Coruña con el que se comprometió hasta junio de 2024. Durante su estancia en el conjunto gallego, que terminó una vez finalizó la temporada al no ser renovado, sumó el séptimo ascenso de su carrera.
En julio de 2025, un año después de haberse retirado, fichó por la U. D. Almería para ejercer de team manager.

## Clubes
| Club                         | País   | Año       |
| ---------------------------- | ------ | --------- |
| Polideportivo Ejido          | España | 2003-2004 |
| Club Atlético de Madrid "C"  | España | 2004-2005 |
| Sevilla Atlético             | España | 2005-2008 |
| U. D. Salamanca              | España | 2008-2010 |
| Real Betis Balompié          | España | 2010-2014 |
| R. C. D. Espanyol            | España | 2014-2017 |
| R. C. D. Mallorca            | España | 2017-2022 |
| Deportivo Alavés             | España | 2022-2023 |
| R. C. Deportivo de La Coruña | España | 2023-2024 |